# Anton Smolski
Anton Smolski (Wit-Russisch: Антон Смольскі) (Piasočnaje (Oblast Minsk), 16 december 1996) is een Wit-Russisch biatleet.

## Carrière
Smolski maakte zijn wereldbekerdebuut in het seizoen 2017/18 maar wist geen punten te scoren dat seizoen. Het volgende seizoen werd hij 87e in het algemene klassement. In het seizoen 2019/20 behaalde hij een 36e plaats in het algemene klassement en een 27e plaats op het onderdeel sprint. Hij verbeterde zich naar het seizoen 2020/21 met een 26e plaats in de algemene stand.
Hij maakte zijn debuut op het wereldkampioenschap in 2019 waar zijn beste resultaten in de estafette en de gemengde estafette met een 10e en 13e plaats. Het jaar erop nam hij opnieuw deel met een 34e plaats individueel, 15e in de sprint en negende in de estafette als beste resultaten. In 2021 werd hij 29e individueel maar op de sprint behaalde hij maar een 33e plaats.
Hij nam in 2018 voor het eerst deel aan de Olympische Winterspelen waar hij 35e werd in de sprint, 33e in de achtervolging en 8e in de estafette met de Wit-Russische ploeg. In 2022 nam hij opnieuw deel aan de Spelen ditmaal won hij zilver individueel, werd hij 10e op de sprint, 14e op de achtervolging, 17e in de massastart, 8e in de estafette en 6e in de gemengde estafette.

## Resultaten

### Olympische Winterspelen
| Jaar | Plaats      | Onderdeel   | Onderdeel | Onderdeel     | Onderdeel  | Onderdeel | Onderdeel          |
| Jaar | Plaats      | Individueel | Sprint    | Achtervolging | Massastart | Estafette | Gemengde estafette |
| ---- | ----------- | ----------- | --------- | ------------- | ---------- | --------- | ------------------ |
| 2018 | Pyeongchang | –           | 35e       | 33e           | –          | 8e        | –                  |
| 2022 | Peking      | ↑           | 10e       | 14e           | 17e        | 8e        | 6e                 |

### Wereldkampioenschappen
| Jaar | Plaats    | Onderdeel   | Onderdeel | Onderdeel     | Onderdeel  | Onderdeel | Onderdeel          | Onderdeel                 | Onderdeel |
| Jaar | Plaats    | Individueel | Sprint    | Achtervolging | Massastart | Estafette | Gemengde estafette | Single gemengde estafette |           |
| ---- | --------- | ----------- | --------- | ------------- | ---------- | --------- | ------------------ | ------------------------- | --------- |
| 2019 | Östersund | 58e         | 77e       | –             | –          | 10e       | 13e                | –                         |           |
| 2020 | Antholz   | 34e         | 15e       | 38e           | –          | 9e        | 12e                | –                         |           |
| 2021 | Pokljuka  | 29e         | 33e       | 34e           | –          | 9e        | 14e                | –                         |           |

### Wereldbeker
Eindklasseringen
| Seizoen   | Algemeen | Individueel | Sprint | Achtervolging | Massastart |
| --------- | -------- | ----------- | ------ | ------------- | ---------- |
| 2017/2018 | –        | –           | –      | –             | –          |
| 2018/2019 | 87e      | –           | 70e    | –             | –          |
| 2019/2020 | 36e      | 53e         | 27e    | 42e           | –          |
| 2020/2021 | 26e      | 32e         | 25e    | 30e           | 35e        |
| 2021/2022 | 19e      | 15e         | 22e    | 12e           | 25e        |